# Paul von Guillaume

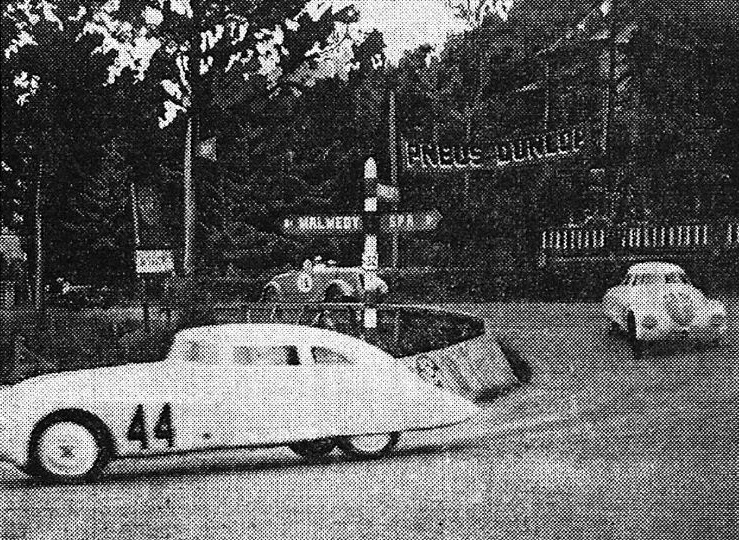
Adler Trumpf (numer startowy 44) prowadzony przez Paula von Guilleaume podczas 24-godzinnego wyścigu w Spa-Francorchamps w 1936 roku.

Paul von Guilleaume (ur. 11 listopada 1893 roku, zm. 16 grudnia 1970 roku) – niemiecki kierowca wyścigowy.

## Kariera
W swojej karierze wyścigowej von Guilleaume poświęcił się głównie startom w wyścigach samochodów sportowych. W latach 1937–1939 Niemiec pojawiał się w stawce 24-godzinnego wyścigu Le Mans. W pierwszym sezonie startów uplasował się na czwartej pozycji w klasie 2, a w klasyfikacji generalnej był dziewiąty. Rok później odniósł zwycięstwo w klasie 1.5. W sezonie 1939 nie dojechał do mety.